# Eutelia hupopalia
Eutelia hupopalia là một loài bướm đêm trong họ Noctuidae.